# Prima iubire (film din 1977)
Prima iubire (în vietnameză Mối tình đầu) este un film de dragoste vietnamez, regizat de Hải Ninh după un scenariu scris de Hoàng Tích Chỉ⁠(d). Filmul a fost lansat în anul 1977 și a avut succes în cinematografele din Vietnam.
Scenariul filmului este inspirat dintr-o serie de povestiri ale scriitorului Nguyễn Hiểu Trường.

## Rezumat
Acțiunea filmului are loc în orașul Saigon înainte de 1975, atunci când războiul este pe cale să se încheie cu întrebări persistente despre alegerea de viață a tinerilor. Studentul Ba Duy (Thế Anh) se îndrăgostește de Diễm Hương (Như Quỳnh), dar dragostea lor se rupe atunci când Diễm Hương este forțată să se căsătorească cu un consilier american pentru a-și salva tatăl. Îndurerat, Ba Duy abandonează studiile universitare și se preocupă de propria carieră, renunțând la dragoste. Lumina revine însă în viața lui Ba Duy atunci când este sfătuit și educat de Hai Lan (Trà Giang), sora sa biologică a lui Ba Duy și ofițer de informații, să nu o ia pe cărări greșite.
În perioada frământărilor revoluționare din orașul Saigon, ca urmare a faptului că armata de eliberare vietnameză era pe cale să intre, Diễm Hương descoperă brusc că soțul ei complotează să răpească copii vietnamezi și să-i vândă în străinătate. Temându-se să nu fie prins, el o ucide pe Diễm Hương pentru a-și acoperi urmele.

## Distribuție
- Thế Anh⁠(d) — Ba Duy
- Trà Giang⁠(d) — Hai Lan
- Như Quỳnh⁠(d) — Diễm Hương
- Hồng Liên — mama lui Duy
- Robert Hải⁠(d) — Henry Jackson
- Ngô Quan Trọng — Tuấn
- Băng Châu Arhivat în 5 decembrie 2010, la Wayback Machine. — Hoàng Điệp
- Lan Hương⁠(d) — Út Hạnh
- Lưu Thị Bích Thúy — Huệ Anh
- Nguyễn Hữu Thiết — tatăl lui Diễm Hương
- Sơn Điền⁠(d) — Đinh ba búa
- Lân Hoàng — Hòa gái
- Hoàng Giang⁠(d) — Hai Vĩnh
- Marcel Moreau — William
- Lý Huỳnh⁠(d) — đàn em của Ba Duy

## Recepție
Prima iubire este considerat de criticii vietnamezi ca unul dintre cele mai bine vândute și mai îndrăgite filme ale anilor 1970 și a lăsat o impresie puternică prin povestea sa convingătoare și interpretările excelente. Filmul s-a dovedit o realizare surprinzătoare a regizorului Hải Ninh⁠(d) ca urmare a faptului că a tratat subiectul destul de sensibil la acea vreme al dragostei și, de asemenea, pentru că anterior publicul fusese obișnuit cu filmele de război ale lui Hải Ninh⁠(d).
Personajul Hai Lan este inspirat de medicul militar Hoàng Thúy Lan⁠(d).

## Premii
- Cel mai bun actor (Thế Anh⁠(d)), Premiul Lotusul de Argint - ediția a V-a a Festivalului de Film din Vietnam (1980).